# Zhang Xiaorui
Zhang Xiaorui (chinesisch 张效瑞; * 5. August 1978) ist ein ehemaliger chinesischer Fußballspieler. Nach seinem Karriereende war er als Trainer und Funktionär tätig.

## Sportlicher Werdegang
Zhang Xiaorui spielte in der Jugend beim FC Shenzhen, für den er im Erwachsenenbereich debütierte. Mit seinem Debüt im Januar 1997 gegen die US-Auswahlmannschaft avancierte er schnell zum chinesischen Nationalspieler und kam im weiteren Jahresverlauf regelmäßig für die Auswahlmannschaft zum Einsatz, unter anderem spielte er in der letztlich erfolglos verlaufenen Qualifikation zur WM-Endrunde 1998. 1999 wechselte er zum Erstligaaufsteiger Tianjin Teda. Nach zweieinhalb Jahren Pause kehrte er 2000 in die Nationalmannschaft zurück und bestritt die letzten beiden seiner elf Länderspiele gegen Hongkong und Serbien-Montenegro.
Im Sommer 2001 wechselte Zhang Xiaorui auf Leihbasis zu Alemannia Aachen in die 2. Bundesliga. Unter Trainer Eugen Hach debütierte er als Einwechselspieler für Olivier Caillas bei der 0:2-Heimniederlage gegen den 1. FSV Mainz 05 am ersten Spieltag der Spielzeit 2001/02 in der zweithöchsten Spielklasse, bei der 0:3-Auswärtsniederlage bei Hannover 96 am folgenden Spieltag stand er in der Startformation. Nach Kurzeinsätzen in den folgenden Spielen rückte er anschließend jedoch ins zweite Glied. Nachdem zwischenzeitlich Jörg Berger das Traineramt übernommen hatte, setzte dieser ihn bei seinem Debüt gegen den 1. FC Saarbrücken am neunten Spieltag nochmals ein. Der fünfte Zweitligaeinsatz blieb jedoch das letzte Spiel für den Chinesen, der zeitweise auch für die Reservemannschaft in der viertklassigen Oberliga Nordrhein auflief. Mitte Dezember verkündete der Klub die vorzeitige Auflösung des Vertrags.
Zhang Xiaorui kehrte zu Tianjin Teda zurück, wo er noch bis 2004 spielte. Dabei gehörte der Klub unter dem Namen Tianjin Kangshifu zu den Gründungsmitgliedern der Chinese Super League. 2005 wechselte er zum Erstligaaufsteiger Shanghai Zobon, den er nach zwei Spielzeiten in Richtung Shanghai Shenhua verließ.
2008 übernahm Zhang Xiaorui als Spielertrainer den seinerzeitigen Drittligisten Tianjin Tianhai, mit dem er in den Play-offs den Aufstieg verpasste. Nach der Spielzeit beendete er die aktiven Karriere und konzentrierte sich auf die Trainertätigkeit, belegte aber nur den neunten Tabellenplatz. Im März 2010 wurde er durch den Belgier Patrick de Wilde ersetzt. Im Herbst 2010 verpflichtete ihn der neu am Spielbetrieb in der China League One teilnehmende Shenyang Zhongze als Sportdirektor. Ende 2011 schied er aus dem Amt und kehrte im Januar 2021 als Jugendtrainer zu Tianjin Teda zurück. Im November des Jahres holte Tianjin Tianhai ihn als Manager zurück, wo er bis Mai 2014 tätig war. Ab März 2015 hospitierte er drei Monate beim spanischen Klub UB Conquense, ehe er beim Klub zeitweise zum Trainerstab von Vanderlei Luxemburgo gehörte und später wieder in die Administration wechselte. 
Anfang 2020 kehrte Zhang Xiaorui zum FC Shenzen zurück, wo er unter José Carlos Granero, Jordi Cruyff, Jang-Soo Lee, Roberto Donadoni und Zhen Guan als Trainerassistent arbeitete und bei Trainerwechseln teilweise als Interimstrainer einsprang. Ende 2022 endete die Zusammenarbeit.